# Banksia conferta
Banksia conferta är en tvåhjärtbladig växtart som beskrevs av Alexander Segger George. Banksia conferta ingår i släktet Banksia och familjen Proteaceae. Inga underarter finns listade i Catalogue of Life.